# Cage aménagée
Une cage aménagée, parfois appelée améliorée ou modifiée, est une cage pour poules pondeuses qui a été conçue pour surmonter certaines des préoccupations pour le bien-être des poules en élevage en batterie, tout en conservant les avantages économiques et d'élevage de cette méthode, avec certains avantages sociaux[Quoi ?] des systèmes sans cages. Beaucoup de caractéristiques des cages aménagées ont été mises en place parce que les recherches sur le bien-être animalier les ont prouvées bénéfiques pour les poules[réf. nécessaire].

## Histoire et législation
L'élevage en batterie est déjà interdit dans plusieurs pays, y compris par la Suisse, la Belgique, l'Autriche, la Suède et les Pays-Bas et les premiers prototypes de cages aménagées ont été développés vers 1980. En 1999, la directive du Conseil de l'Union Européenne 1999/74/CE interdit l'élevage en batterie conventionnelle dans l'UE à partir de 2012, après un temps d'adaptation de 13 ans. Comme alternative à l'élevage en batterie, la directive du Conseil de l'UE a autorisés les systèmes sans cages et les cages aménagées. Les cages aménagées représentent donc une alternative possible de cages en batterie dans l'UE après 2012.
En vertu de la directive, des cages aménagées doivent fournir au moins les suivantes : 750 cm2 par poule, comprenant 600 cm2 est 45 cm de haut, un nid, d'une surface recouverte de litière pour le scratch et la hiérarchie, 15 cm de perchoir et 12 cm de nourriture par poule et un dispositif pour raccourcir les griffes.
L'Autriche a interdit l'élevage en batterie en 2009 et s'est fixé comme objectif d'interdire les cages aménagées d'ici à 2020. La Belgique a également interdit l'élevage en batterie et propose d'interdire les cages aménagées d'ici à 2024. L'Allemagne a introduit les «cages de famille», qui ont plus d'espace que les cages aménagées utilisés dans d'autres pays, cependant les consommateurs en Allemagne les œufs de cette provenance[Quoi ?]. Hors de l'UE, la Suisse a déjà interdit à la fois les élevages en batterie et des systèmes de cages aménagées.

## Cages aménagées et des cages de batterie
Les cages aménagées conservent plusieurs avantages des cages en batterie car elles
- Séparent les œufs des excréments des poules conservant ainsi les œufs propres
- Protègent les poules des prédateurs
- Collectent automatiquement les œufs empêchant ainsi les poules de manger leurs œufs et de tomber sur les sols qui cause un coût supplémentaire
- Conservent une petite taille du groupe qui réduit le comportement anormal d'oiseaux en captivité

Les cages aménagées ont prestations sociales supplémentaires absentes[Quoi ?] des cages en batterie en fournissant :
- De l'espace supplémentaire
- Un nid
- Un dispositif pour le raccourcissement des griffes
- Un substrat de litière bain de poussière[Quoi ?]
- Une perche
- Accès facilité pour les dépopulation[Quoi ?]

## Les conceptions actuelles
Il n'y a pas de limite claire à la taille des cages aménagées. Bien que les modèles initiaux ne sont pas beaucoup plus grande que les cages en batterie conventionnelles, les conceptions les plus actuelles hébergent de 40 à 80 poules bien qu'une des maisons de système a 115 poules[Quoi ?].
La profondeur des cages aménagées est souvent augmentées par rapport aux cages en batterie et en conséquence, elles sont souvent organisées avec une seule ligne de la cage par niveau, soit non connectées dos-à-dos. Les cages plus profondes peuvent être cependant connectés dos à dos. Pour créer de l'espace pour les grands groupes de poules, certains modèles de cages aménagées sont très longues. les fonds de cage sont faits de treillis métallique ou en lattes en plastique et sont inclinées de sorte que les œufs ne sont pas constatées dans le rouleau de nichoir sur une bande d'œufs[Quoi ?]. Les mangeoires sont à l'extérieur, bien que dans certaines conceptions, il peut y avoir des dispositifs d'alimentation interne ou une combinaison des deux.  Les perches dans certains designs sont élevés et dans d'autres sont au niveau du sol.

## Avantages d'aide sociale
Dans une étude  comparant les avantages d'aide sociale de poules[Quoi ?] dans des cages aménagées, des cages de batterie, plage libre et les systèmes de grange, poules dans des cages aménagées[Quoi ?] ont eu la corticostérone (une hormone qui indique le niveau de stress) fécale la plus basse, le nombre le plus bas de poules qui picageaient, plus petit nombre de coquilles d'œufs avec des taches de calcium (un indicateur de stress quand l'œuf est temporairement retenue par la poule), plus petit nombre de coquilles d'œufs avec des taches de sang sur (généralement causée par un prolapsus), score le plus bas de lésions de la peau, le plus faible gravité des dommages causés par de ventilation évent[Quoi ?] hiérarchie et la plus faible encrassement de plumage. Les poules des cages aménagées avaient un pourcentage similaire de poules avec des fractures de quille récents qui sont habituellement causés pendant le dépeuplement[Quoi ?] (3,6%) par rapport à des poules dans la grange (1,2%) et systèmes d'élevage (1,3%), qui ont tous été considérablement inférieur chez les poules dans les cages de batterie (24,6%). En outre, les poules en cages aménagées avaient un plus petit pourcentage de fractures anciennes de quille (31,7%) par rapport à des poules dans la grange[Quoi ?] (69,1 %) et en libre parcours (59,8%) des systèmes[Quoi ?], mais plus de poules dans des cages de batterie (17,7%). Cela indique que des cages aménagées protègent contre les ruptures de quille qui sont communs parmi les poules non élevées en cages et protège contre les effets de ostéoporose répandue dans des cages de batterie provoquant os d'être faible[Quoi ?] et se brisent facilement lors de la dépopulation aussi. Dans cette étude, les taux de mortalité étaient au-dessus des standards dans tous les systèmes à l'exception des cages aménagées.

## Inconvénients de l'aide sociale
Les cages aménagées offrent plus d'espace que les cages en batterie, mais encore de prévenir[Quoi ?] certains comportements tels que le vol, la construction du nid vigoureuse battre des ailes (pas de matériaux sont fournis) et inhibent autres (confort ou comportements de toilettage)[Quoi ?] déterminés en partie par le nombre de poules dans la cage.
Les poules ne sont pas séparés de leurs matières fécales aussi complètement que les poules dans des cages de batterie et ne sont donc plus à risque en termes de maladie, bien que pas aussi grand que le risque pour les poules dans les systèmes sans cages. La petite quantité de litière qui est fourni dans des cages aménagées est souvent distribué rapidement ou dévié sur la cage, pouvant conduire à la frustration pour les poules qui souhaitent des bains de poussière et réant des simulacres de bains de poussière. Les nichoirs sont souvent occupés par des poules en utilisant la boîte pour des comportements autres que la ponte (par exemple pour dormir ou les bains de poussière imposture[Quoi ?]) qui pourrait conduire à la frustration chez les poules qui souhaitent pondre un œuf.

## Production dans des cages aménagées
Certaines études indiquent que la production dans des cages aménagées est comparable à celle des cages de batterie. D'autres études indiquent que les poules élevées dans des cages aménagées ont de meilleurs poids corporels et produisent plus d'œufs que des poules élevées dans des cages de batterie.